# Alfred Missong II
Alfred Missong II  (né le 14 janvier 1934 à Vienne et mort le 23 janvier 2017 dans la même ville) est un diplomate autrichien.

## Sa vie
Alfred Missong fils est le fils du publiciste catholique autrichien Alfred Missong.

## Carrière diplomatique
Ayant travaillé comme correspondant libre en Europe de l'Est pour des magazines suédoises et suisses il est entré au service diplomatique de l‘Autriche. Cette profession le menait entre autres à Belgrade, Moscou, Londres et à la fin comme ambassadeur en Mexique, à Caracas et à Lisbonne. Il était directeur de l‘Académie diplomatique de Vienne de 1986 à 1993. De 2000 à 2001 il  gérait la mission OSCE pour la Tchétchénie.

## Publications
- «Christentum und Politik in Österreich» («Le christianisme et la politique en Autriche»; collaboration avec son père Alfred Missong, sorti du Böhlau Verlag, 2006)